# 乌祖埃勒马尔谢
乌祖埃勒马尔谢（法語：Ouzouer-le-Marché，發音：[uzwɛʁ lə maʁʃe]）是法国卢瓦-谢尔省布卢瓦区曾经的一个市镇。2016年1月1日，乌祖埃勒马尔谢与临近的6个市镇合并为新市镇博斯拉罗迈讷，并成为了博斯拉罗迈讷的委派市镇与政府驻地。

## 地理
乌祖埃勒马尔谢（47°54'40"N, 1°31'39"E）面积28.1 平方千米，位于法国中央-卢瓦尔河谷大区卢瓦-谢尔省，该省份为法国中北部省份，北起厄尔-卢瓦省，东北接卢瓦雷省，东南接谢尔省，南至安德尔省，西南接安德尔-卢瓦尔省，西北接萨尔特省。
与乌祖埃勒马尔谢接壤的市镇（或旧市镇、城区）包括：普雷努韦隆、沙尔松维尔、巴孔、维莱尔曼、圣洛朗德布瓦、比纳、特里普勒维尔。
乌祖埃勒马尔谢的时区为UTC+01:00、UTC+02:00（夏令时）。

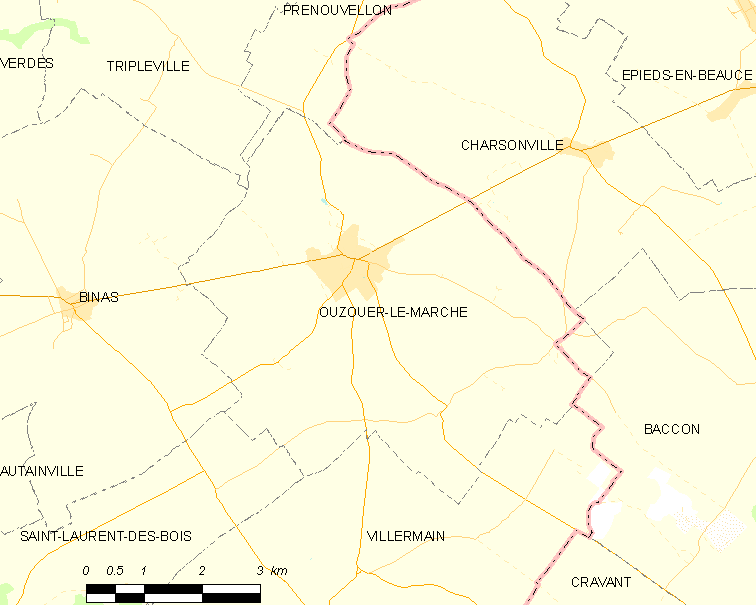
乌祖埃勒马尔谢的OSM定位图

## 行政
乌祖埃勒马尔谢的邮政编码为41240、41160，INSEE市镇编码为41173。

## 政治
乌祖埃勒马尔谢所属的省级选区为拉博斯县。

## 人口

1962-2008年间乌祖埃勒马尔谢人口变化图示

乌祖埃勒马尔谢于2018年1月1日时的人口数量为2052人。